# Society of Wood Engravers
La Society of Wood Engravers est une société britannique d'artistes pratiquant la gravure sur bois.

## Histoire
Elle a été fondée en 1920 par Noel Rooke (en) et Robert Gibbings (en) — les véritables moteurs de la société — et Edward Gordon Craig, E.M.O'R. Dickey (en), Eric Gill, Philip Hagreen (en), Sydney Lee (en), John Nash, Lucien Pissarro et Gwen Raverat. Le but de la société est de promouvoir la gravure sur bois « en ligne blanche » originale, c'est-à-dire dessinée puis gravée par l'artiste, en opposition aux gravures sur bois du XIXe siècle, où des artisans qualifiés gravaient les dessins des artistes.
Disparue un temps[Quand ?], la Société des Graveurs sur bois est relancée en 1984 par Hilary Paynter. Elle publie alors un bulletin intitulé Multiples.
L'exposition annuelle de la société change de lieu chaque année. Celle d'avril-mai 2016, la 78e édition, s'est tenue à Petworth, où est née Gwenda Morgan, qui a été membre de la société.

## Membres notables
- Robert Gibbings (en)
- Eric Gill
- Philip Hagreen (en)
- David Jones
- Sydney Lee (en)
- John Nash
- Paul Nash
- Iain Macnab (en)
- Gwenda Morgan
- Lucien Pissarro
- Gwen Raverat
- Eric Ravilious
- Noel Rooke (en)
- Hester Sainsbury (en)
- Leon Underwood (en)